# Гоноскодина
Гоноскодина (итал. Gonnoscodina) је насеље у Италији у округу Ористано, региону Сардинија.
Према процени из 2011. у насељу је живело 504 становника. Насеље се налази на надморској висини од 118 м.

## Становништво
| 1951. | 1961. | 1971. | 1981. | 1991. | 2001. | 2011. |
| ----- | ----- | ----- | ----- | ----- | ----- | ----- |
| 690   | 703   | 605   | 565   | 550   | 562   | 505   |